# Ipsissimus
Ipsissimus est le cinquième album de son projet Moonchild de John Zorn (le trio de base est composé de Mike Patton, Joey Baron et Trevor Dunn). Il fait suite à Moonchild (2006), Astronome (2006),  Six Litanies for Heliogabalus (2007) et The Crucible (2008).

## Titres
| 1.    | Seven Sigils      | 6:39 |
| 2.    | The Book of Los   | 8:21 |
| 3.    | Apparitions I     | 3:45 |
| 4.    | Supplicant        | 5:33 |
| 5.    | Tabula Smaragdina | 6:12 |
| 6.    | Apparitions II    | 4:10 |
| 7.    | The Changeling    | 6:32 |
| 8.    | Warlock           | 4:57 |
| 9.    | Apparitions III   | 3:10 |
| 49:20 |                   |      |

## Personnel
- John Zorn: Alto Sax, piano, composition et direction
- Joey Baron: Batterie
- Trevor Dunn: Basse
- Mike Patton: Voix
- Marc Ribot: Guitare

## Sources
- (en) Cet article est partiellement ou en totalité issu de l’article de Wikipédia en anglais intitulé « Ipsissimus » (voir la liste des auteurs).

- Tzadik catalogue
- Chronique (Tzadikology)